# Fualefeke
Fualefeke – niewielka wyspa położona na Oceanie Spokojnym, w archipelagu Tuvalu, w północnej części atolu Funafuti.